# گوهیمه (دختر مائدا توشی‌ایه)
گوهیمه (به ژاپنی: 豪姫 ごうひめ) (۱۷۳۴ – ۱۶۷۴ میلادی) همسر اصلی اوکیتا هیده‌ایه، چهارمین دختر مائدا توشی‌ایه و مائدا ماتسو بود. او در اوایل دوره ادو در قرن شانزدهم میلادی در ژاپن زندگی می‌کرد. نام مسیحی وی ماریا بود. گوهیمه در سن دو سالگی جهت بهبود روابط و پیوند بین پدرش و تویوتومی هیده‌یوشی به فرزندخواندگی هیده‌یوشی درآمد.